# Oceanus Procellarum

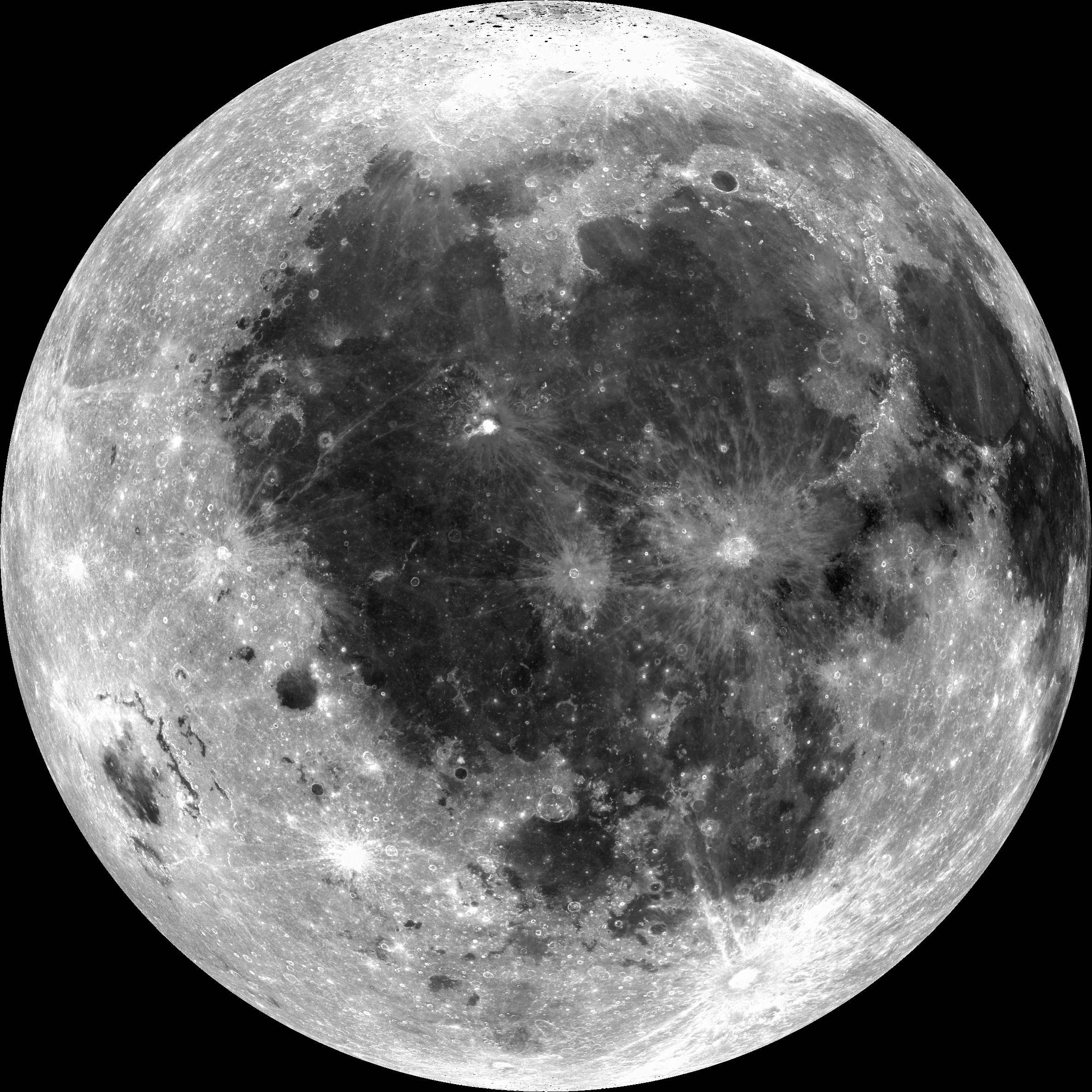
Oceanus Procellarum is de grote mare in het midden en linksbovenste gedeelte van deze foto. Rechtsboven is een andere grote mare te zien, de Mare Imbrium, onder is de kleine ronde Mare Humorum zichtbaar.

Oceanus Procellarum is de grootste van de maria op de Maan. De mare bevindt zich aan de westkant van de naar de Aarde toe gerichte zijde van de Maan.

## Beschrijving
Oceanus Procellarum heeft een oppervlakte van 4 miljoen km² en is van noord naar zuid zo'n 2500 km breed. Zoals alle maria werd de Oceanus Procellarum gevormd door vloedbasalten die een groot deel van het maanoppervlak bedekten met een gladde laag donkere gestolde lava. Anders dan de andere maria is de Oceanus Procellarum echter niet beperkt tot een duidelijk inslagbekken. Langs de randen liggen veel kleine "baaien" en "zeeën", waaronder de Mare Nubium en de Mare Humorum in het zuiden. In het noordoosten wordt de Oceanus Procellarum van de Mare Imbrium gescheiden door de Montes Carpatus. In het noorden ligt de "baai" Sinus Roris.

## Naamgevingen

### William Gilbert
De allereerste benaming voor dit gebied was afkomstig van William Gilbert die het Insula Longa  noemde.

### Pierre Gassendi
Pierre Gassendi gaf er de benaming Eoum Mare  aan.

### Michael van Langren
Michael van Langren noemde dit gebied Oceanus Philippicus .

### Johannes Hevelius
Johannes Hevelius gaf aan het westelijk gedeelte van Oceanus Procellarum de benaming Mare Eoum . Aan het noordwestelijke gedeelte gaf hij de benaming Paludes Orient . Aan de zuidelijke en zuidwestelijke gedeelten ervan gaf hij respectievelijk de benamingen Mare Aegyptiacum  en Mare Syrticum .

### Giovanni Battista Riccioli
De door de Internationale Astronomische Unie (IAU) officieel erkende benaming Oceanus Procellarum is afkomstig van Giovanni Battista Riccioli . Deze benaming (Latijn voor oceaan der stormen) komt van het bijgeloof dat wanneer de mare zichtbaar werd tijdens het Laatste Kwartier er slecht weer op komst was.
Gassendi's benaming Mare Eoum (oostelijke zee, of zee van de dageraad) werd ook door Hevelius gebruikt.

## Ruimtevaart
De onbemande maanlanders Loena 9 en 13 (Sovjet-Unie), Surveyor 1 en 3 (Verenigde Staten) en Chang'e 5 (China) landden in de Oceanus Procellarum, net als de bemande Apollo 12 met aan boord de astronauten Charles Conrad, Jr. en Alan Bean.

## Transient Lunar Phenomena
In Oceanus Procellarum bevindt zich een zogenaamde haard van kortstondige verschijnselen van veranderlijke aard (Transient Lunar Phenomena, TLP). Deze haard liet menig maanwaarnemer in het verleden roodachtige vlekken zien in de buurt van de noordwestelijk gelegen krater Lichtenberg.